# Fly to the Cloud
   Fly to the Cloud    è un singolo promozionale della cantante giamaicana Grace Jones  e William Umana, pubblicato nel 2003.

## Descrizione
Il brano, in stile progressive house/tribal house, fu scritto dal DJ messicano William Umana, fu pubblicato su 12" in versione limitata promozionale solo per il mercato americano.

## Tracce
- Promo 12" single

1. "Fly to the Cloud (Main Dark Rumba)" - 5:43
2. "Fly to the Cloud (Another Dark Rumba)" - 5:51